# Zapin

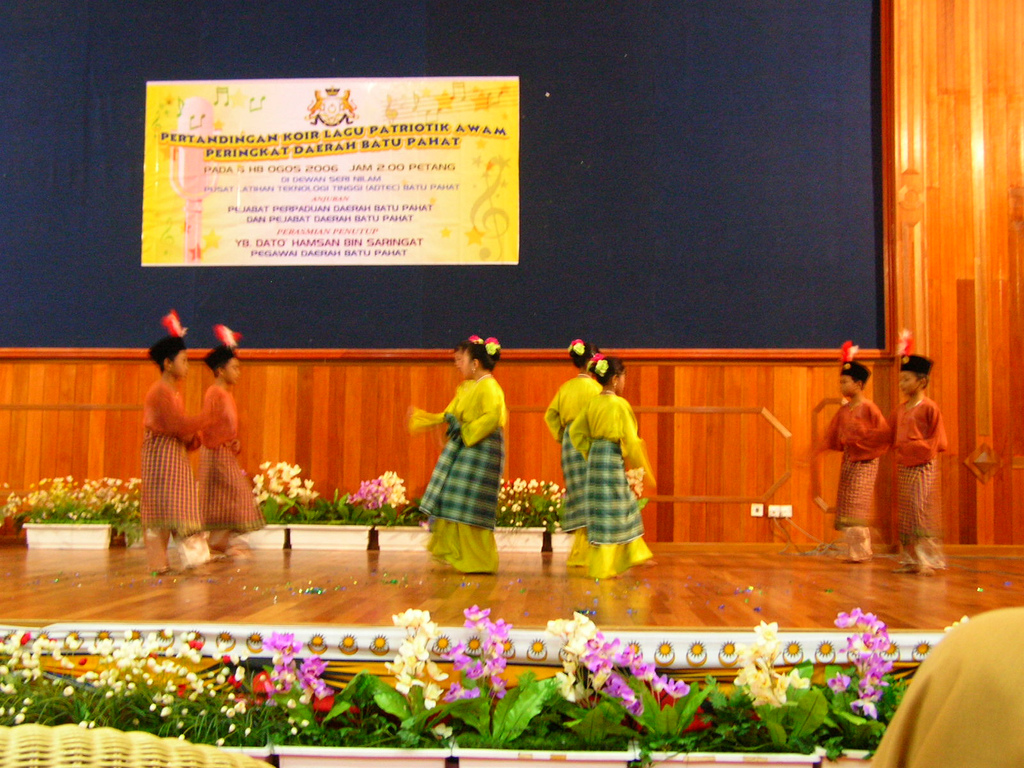
Zapin exécuté par des écoliers à Batu Pahat en Malaisie

Le Zapin (Jawi: زافين) est une forme de danse populaire en Malaisie (particulièrement dans l'État du Johor) et en Indonésie (province de Jambi à Sumatra) . On pense qu'elle a été introduite par des missionnaires arabes musulmans du Moyen-Orient au XIVe siècle.
Autrefois, le Zapin était uniquement présenté lors de cérémonies religieuses et seuls les hommes étaient autorisés à le pratiquer. Au fil du temps, le Zapin est devenu un type de spectacle traditionnel et les femmes sont dorénavant autorisées à y participer.
Les danseurs dansent généralement par paire et sont accompagnés par un ensemble musical traditionnel normalement constitué de gambus, d'accordéons, de violons, de marwas (bongos), de rebanas (sorte de tambourin) et de dok.
Il existe plusieurs variantes de Zapin, chacune possédant un style et des mouvements particuliers : 
- Zapin Melayu Johor
- Zapin Pulau
- Zapin Tenglu
- Zapin Tenglu 2
- Zapin Lenga
- Zapin Pekajang
- Zapin Arab
- Zapin Jambi
- Zapin Singapura

### Sources
- (en) Cet article est partiellement ou en totalité issu de l’article de Wikipédia en anglais intitulé « Zapin » (voir la liste des auteurs).